# آيت عروص (شكران)
آيت عروص هي إحدى مشيخات المملكة المغربية، تتبع جغرافيا لإقليم الحسيمة وإداريًا لشكران. يقدر عدد سكانها بـ 1672 نسمة حسب الإحصاء الرسمي للسكان والسكنى لسنة 2004.